# Limnaecia lunacrescens
Limnaecia lunacrescens là một loài bướm đêm thuộc họ Cosmopterigidae. Nó được tìm thấy ở Úc.